# Lord’s Cricket Ground
Lord’s Cricket Ground (также известно, как Lord’s) — лондонский стадион для крикета, на котором проходят самые важные матчи в данном виде спорта Англии. Назван в честь своего основателя, Томаса Лорда. Этот стадион с уважением называют «домом крикета» . Также на стадионе «Лордс» находится старейший в мире  музей спортивной игры.
Упоминается, в частности, в третьей книге («Жизнь, Вселенная и всё остальное» (1982) комико-фантастического литературного сериала Дугласа Адамса.